# Arawacus separata
Arawacus separata är en fjärilsart som beskrevs av Percy I. Lathy 1926. Arawacus separata ingår i släktet Arawacus och familjen juvelvingar. Inga underarter finns listade i Catalogue of Life.